# Rafael Márquez Álvarez
  Rafael Márquez Álvarez  (castellà: Rafael Márquez)  (Zamora de Hidalgo, 13 de febrer de 1979) és un exfutbolista i entrenador de futbol mexicà. Actualment és entrenador auxiliar de la selecció de futbol de Mèxic.

## Biografia

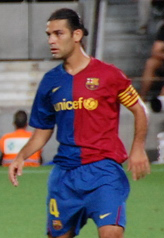
Márquez amb el Barça el 2008

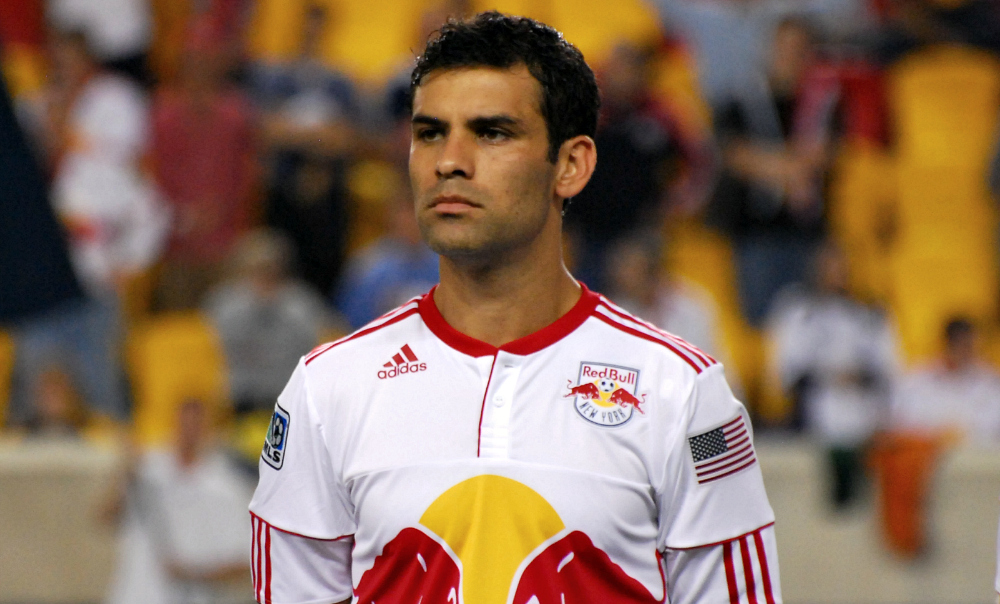
Márquez amb la samarreta dels New York Red Bulls

El seu primer equip va ser l'Atlas de Guadalajara, on va jugar entre 1996 i 1999, debutant a la primera divisió mexicana amb només 17 anys. El 1999, amb 20 anys, i sent ja un ídol a Mèxic, va provar sort al futbol francès, fitxant per l'AS Mònaco per sis milions de dòlars. Va debutar amb el seu nou club a la Ligue 1 el 14 d'agost de 1999 al partit AS Mònaco 4 - 0 Bàstia. En la seva primera temporada va conquerir el títol de lliga. A més a més, se'l va distingir com el defensa central ideal de la lliga la temporada 1999-2000. El 2003 va aconseguir la Copa de la Lliga francesa. Es va consolidar com un dels millors centrals d'Europa i el seu nom va començar a sonar per diversos equips grans com la Juventus FC, l'Inter de Milà, l'AC Milan i d'altres.
L'estiu del 2003, el kaiser de Michoacán (com se'l coneix popularment) va fitxar pel Futbol Club Barcelona, convertint-se en el primer jugador mexicà del club català en tota la seva història. Va debutar a la Primera divisió de la Lliga espanyola de futbol el 3 de setembre de 2003 al partit FC Barcelona 1 - 1 Sevilla. Després de la primera temporada d'adaptació, es va consolidar com a titular de l'equip la temporada 2004-2005, en què va col·laborar en la proclamació del Barça com a campió de lliga i més tard campió de la Supercopa d'Espanya. El 2007 es divorcià de l'actriu Adriana Lavat.
La seva etapa com a jugador al FC Barcelona s'acabà l'estiu del 2010 en anunciar el 31 de juliol que rescindia el contracte amb el club. Era, en aquell moment, el 8è estranger amb més partits jugats (242).
El juny del 2022, el FC Barcelona l'escollí com a nou entrenador del Barça Atlètic, substituint Sergi Barjuan.

## Internacional mexicana
Ha estat internacional amb la selecció de futbol de Mèxic en 78 ocasions. Ha participat en la Copa Confederacions, en la Copa Amèrica (1999, 2001 i 2004), a la Copa d'Or de la CONCACAF i a la Copa del Món de Futbol 2002.
Va aconseguir proclamar-se campió de la Copa Confederacions de Mèxic de 1999 i de la Copa d'Or de 2003 amb la seva selecció.

## Trajectòria
| Temporada | Club                 | Lliga (partits) | Lliga (gols) |
| --------- | -------------------- | --------------- | ------------ |
| 2009-2010 | FC Barcelona         | 15              | 1            |
| 2008-2009 | FC Barcelona         | 23              | 1            |
| 2007-2008 | FC Barcelona         | 25              | 2            |
| 2006-2007 | FC Barcelona         | 21              | 1            |
| 2005-2006 | FC Barcelona         | 25              | 0            |
| 2004-2005 | FC Barcelona         | 34              | 3            |
| 2003-2004 | FC Barcelona         | 22              | 1            |
| 2002-2003 | AS Mònaco            | 30              | 1            |
| 2001-2002 | AS Mònaco            | 21              | 0            |
| 2000-2001 | AS Mònaco            | 15              | 1            |
| 1999-2000 | AS Mònaco            | 23              | 3            |
| 1998-1999 | Atlas de Guadalajara | 33              | 3            |
| 1997-1998 | Atlas de Guadalajara | 20              | 1            |
| 1996-1997 | Atlas de Guadalajara | 24              | 2            |

## Palmarès

### Campionats estatals
- 1 Lliga francesa (AS Mònaco, temporada 1999-2000)
- 1 Copa de la Lliga de França (AS Mònaco, temporada 2002-2003)
- 4 Lligues espanyoles (Futbol Club Barcelona, temporades 2004-2005, 2005-2006, 2008-2009 i 2009-2010)
- 3 Supercopes d'Espanya (FC Barcelona, 2005, 2006 i 2009)
- 3 Copes de Catalunya (Futbol Club Barcelona, temporades 2003-2004, 2004-2005 i 2006-2007)
- 1 Copa del Rei (FC Barcelona, 2008-2009)

### Campionats internacionals
- 2 Lligues de Campions (FC Barcelona, temporades 2005-06, 2008-09)
- 1 Supercopa d'Europa (2009)
- 1 Campionat del Món de Clubs de futbol (2009)

### Amb la selecció mexicana
- 1 Copa Confederacions (selecció mexicana, 1999)
- 1 Copa d'Or de la CONCACAF (selecció mexicana, 2003)

### A títol individual
- Millor central de la Lliga francesa de la temporada 1999-2000.
- Candidatura a millor jugador americà de l'any 2005.
- Nominat al FIFA World Player de l'any 2007.